# 宗瑋
宗瑋（?—?），中国三国時代蜀漢政治人物。
宗瑋在蜀汉担任太中大夫。章武二年（222年），劉備攻打孙吴大敗，撤退到白帝城。吴王孙权当时防備曹魏，听说劉備在白帝城養兵，意图再攻吴国，非常惊恐，遣使向劉備请求和睦。劉備同意，派遣宗瑋、費禕到吴国許諾和解之意，蜀吴两軍战線和睦初步成立。宗瑋出使，说明在刘备去世前，蜀吴关系已经开始和解。刘备驾崩後，诸葛亮辅佐刘禅即位，派遣邓芝出使吴国，孙刘联盟正式恢复。